# Kyōto Fukushoku Bunka Kenkyū Zaidan
Das Kyōto Fukushoku Bunka Kenkyū Zaidan (jap. 公益財団法人 京都服飾文化研究財団, Kōeki zaidan hōjin ~, dt. „Gemeinnützige Stiftung: Stiftung zur Erforschung der Kleidungs- und Accessoirkultur“, engl. Kyoto Costume Institute, kurz KCI) sammelt seit 1978 in Kyōto systematisch historische Gewänder und moderne Kleidung sowie Modeaccessoires der westlichen Welt und japanische Mode des 17. bis 21. Jahrhunderts. Die Stiftung konzipiert Modeausstellungen, die weltweit in Mode- und Kunstmuseen gezeigt werden.

## Gründung und Organisation
Die Gründung des KCI geht auf die erste große japanische Modeausstellung Innovative Clothes 1909–1939 des Metropolitan Museum of Art zurück. Inspiriert durch die Ausstellung regte der Vizepräsident der Industrie- und Handelskammer Kyotos und Direktor der Wacoal Holdings Corporation, einem der größten japanischen Hersteller von Lingerien, Kōichi Tsukamoto die Gründung eines Modeinstitutes an, welches systematisch Mode der westlichen Welt sammelt, erforscht, konserviert und ausstellt.
Nach der Genehmigung durch die japanischen Kulturbehörde wurde das KCI im April 1978 gegründet. Heute wird das Institut von Yoshikata Tsukamoto, dem Sohn des Gründers geleitet. Die Philosophie des Institutes äußert sich auch im Verzicht auf ein eigenes großes Ausstellungsgebäude. Am Kyoto Costume Institute existieren mehrere kleinere Ausstellungsräume, die einen Querschnitt durch die Sammlungen zeigen. Man konzentriert die finanziellen Mittel auf den Ankauf und die Konservierung, ggf. Restaurierung der Objekte. Die thematischen Ausstellungen werden am KCI konzipiert und regelmäßig an international bekannte Museen ausgeliehen oder im National Museum of Modern Art Kyōto der Öffentlichkeit präsentiert.

## Sammlung
Die Sammlung des Museums reicht von höfischen Kleidern des 17. Jahrhunderts bis zu Gegenwartsmode von internationalen Modedesignern. Die Sammlung des Institutes umfasst etwa 12.000 Kleidungsstücke und 16.000 Dokumente zur Modegeschichte. Die meisten Exponate wurden von Designern und Modehäusern gespendet. Unter anderem erhielt das Institut eine Schenkung von 1.000 Kleidungsstücken aus Comme-des-Garçons-Kollektion. Die Sammlung wird in einer klimatisierten Umgebung bei einer Temperatur bei 20 °C und einer Feuchtigkeit bei 50 % gelagert. Das Institut hat sich zur Aufgabe gemacht, die Objekte der Öffentlichkeit zugänglich zu machen. Konservatorisch empfindliche Objekte werden heute auf Displays gezeigt, um sie nicht dem Licht auszusetzen.
Neben einer kleinen Galerie, in dem Wechselausstellungen gezeigt werden, verfügt das das Museum eine umfangreiche, international renommierte Bibliothek. Das KCI untersucht Modetrends in den verschiedenen Epochen durch die Erforschung westlicher Kleidung.
Ein digitales Archiv, in dem 12.000 Objekte erfasst sind, steht der Öffentlichkeit zu Forschungszwecken zur Verfügung. Etwa 300 repräsentative Objekte werden im KCT Digital Archiv im Internet präsentiert. Zu den Highlights der Sammlung gehören ein eisernes Korsett aus dem 17. Jahrhundert, die höfischen Kleider des 18. Jahrhunderts, eine umfangreiche Kollektion von Paul Poiret und Elsa Schiaparelli, die frühen Chanel-Kleider, die richtungsweisenden Kreationen von Christian Dior und Yves Saint Laurent, das Mondrian-Kleid sowie die Metallplattenkleider von Paco Rabanne. Besonderes Augenmerk wird in der Sammlung auf den japanischen Einfluss auf die westeuropäische Modeentwicklung gelegt. Das Institut verfügt über umfangreiche Kollektionen von Yohji Yamamoto, Kenzo, Comme des Garçons, Issey Miyake, Jun’ya Watanabe und Koji Tatsuno sowie Schuhkreationen von Tokio Kumagaï.

## Ausstellungen (Auswahl)
Ein besonderes Augenmerk des Institutes wird auf der Aufarbeitung der Modegeschichte und der Präsentation der Sammlung gelegt. Von Anfang an arbeitete man mit renommierten Museen in der Welt zusammen. Um die Objekte wirklichkeitsnah präsentieren zu können, wurden alle historischen Gewänder vermessen und fünf Puppentypen entwickelt, die den Körperformen des 19. und 20. Jahrhunderts gerecht werden. Die am Kyoto Costume Institute entwickelten Figurinen setzen heute fast 70 Museen weltweit zur Präsentation von Kleidung ein, unter anderem das Metropolitan Museum of Art, Musée de la Mode et du Costume oder dem Los Angeles County Museum of Art. Zu den wichtigsten, international gezeigten Ausstellungen gehören:
- Evolution of Fashion, National Museum of Modern Art Kyōto in Zusammenarbeit mit dem Metropolitan Museum of Art, New York (1980)
- The Undercover Story, Galleries at the Fashion Institute of Technology, New York; Harajuku Laforet Museum, Tokio; Karasuma Hall, Kyoto (1982–1983)
- Mariano Fortuny 1871-1949, Spiral Hall, Tokio
- Revolution in Fashion 1715-1815, National Museum of Modern Art, Kyoto (1989)
- Ancient Regime, Museum of Fashion Institute of Technology, New York (1989–1990)
- Élégances et Modes en France au XVⅢème siècle, Musée des Arts de la Mode et du Textile au Louvre, Paris (1991–1992)
- Japonism in Fashion, National Museum of Modern Art, Kyoto; Musée de la Mode et du Costume, Paris; Los Angeles County Museum of Art; Brooklyn Museum of Art; Museum of New Zealand Te Papa Tongarewa; Christchurch Art Gallery. (1994–2004)
- Visions of the Body, National Museum of Modern Art, Kyoto; Museum of Contemporary Art, Tokio; Seoul Museum of Art (1999–2005)
- Fashion in Colors, National Museum of Modern Art, Kyoto; Mori Art Museum, Tokio; Cooper-Hewitt National Design Museum, New York (2004–2006)
- Modachrome, Museo del Traje, Madrid (2007)
- Future Beauty: 30 Years of Japanese Fashion, Barbican Art Gallery, London; Haus der Kunst, München; Seattle Art Museum; Peabody Essex Museum, Salem; National Museum of Modern Art, Kyoto; Museum of Contemporary Art, Tokio (2010–2014)

## Publikationen des Instituts (Auswahl)
- Dresstudy (Publikationsreihe des Instituts), 1982–2014
- Fashiontalks (Publikationsreihe des Instituts), ab 2014
- Evolution of Fashion, 1980
- The Undercover Story, 1983
- Mariano Fortuny 1871-1949, 1985
- Revolution in Fashion 1715-1815, 1989
- Japonism in Fashion, 1996
- Visions of the Body, 1999
- Fashion in Colors: VIKTOR & ROLF & KCI, 2004
- Luxury in fashion reconsidered, 2009
- Fashion: A History from the 18th Century to the 20th Century, Collection from the Kyoto Costume Institute, Taschen-Verlag, 2002 (in zehn Sprachen)
- Fashion: Eine Geschichte der Mode im 20. Jahrhundert, Taschen-Verlag, 2013
- Icon series, Taschen-Verlag, 2004 (in sieben Sprachen)
- Special Edition, Taschen-Verlag, 2005 (in vier Sprachen)
- Future Beauty: 30 Years of Japanese Fashion, Merrell Publishers, 2010, (in Englisch)